# Садибний будинок фон Мінстера (Харків)
Садибний будинок (вул. Дмитрівська, 14, м. Харків) — пам'ятка архітектури національного значення Харківської області (охоронний номер 697*), побудований наприкінці XVIII ст. — початку XIX ст. в стилі класицизму колежським радником фон Мінстером Юрієм Федоровичем.
Добре збережений як безпосередньо сам будинок, так і дворові будівлі (огорожа, ворота з кам'яною половецькою статуєю, флігелі).

## Опис маєтку та архітектурні особливості
Садибний будинок по вул. Дмитрівська, 14 у м. Харкові було побудовано наприкінці XVIII — початку XIX ст. в стилі класицизму головою Слобідсько-української палати карного розшуку, колежським радником Мінстером Юрієм Федоровичем. Вважається, що автором садибного будинку був Ярославський Петро Антонович, оскільки в той час він займав посаду губернського архітектора.
Житловий будинок побудовано з цегли на високому цоколі, оштукатурений. За планом він має П-подібний вигляд, перекриття — пласкі. Первісне планування не збереглося.. Одноповерхова будівля побудована за проектом будинку з фасадами «на 5 або 7 осей», тобто з п'ятьма або сімома вікнами по довжині споруди.
Головний фасад будинку підкреслено чотирьох-колонним портиком на високому цоколі, який увінчано трикутним фронтоном римсько-доричного ордеру. Усередині портику стіна розсічена пласкими арками. Стіни будинку та ворота декоровані рустовкою, а вікна оформлені сандриками з кронштейнами. Кутки будинку підкреслені лопатками.

## Історія садиби

### Будинок-музей

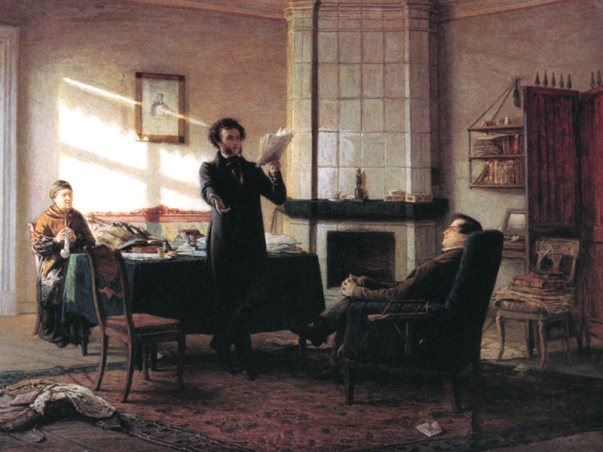
Ге Микола Миколайович (1831—1894). О. С. Пушкін в селі Михайлівському

Деякий час в будинку жив багатий місцевий землевласник та домовласник, перший голова Правління Харківської громадської бібліотеки (1886—1892 рр.), член суспільства знання — Борис Григорович Філонов.
«Большой барин по наружности, приемам, привычкам, образу жизни, Б[орис] Г[ригорьевич] в то же время сочувствовал демократическим стремлениям. В особенности он был расположен к украинофилам. Одно время артисты украинской сцены были его любимыми гостями. Портрет Кропивницкого висел на видном месте. Покойный любил украинскую литературу, особенно Шевченко» — так пише про нього український фольклорист, етнограф, літературознавець і громадський діяч Микола Федорович Сумцов.
У своєму маєтку Б. Г. Філонов зібрав багату колекцію цінних старовинних книг, картин таких митців, як Т. Г. Шевченко, К. П. Брюллов, В. М. Васнецов, І. К. Айвазовський та ін.. Серед його експонатів слід відзначити картини «В'язень» Володимира Єгоровича Маковского, М. М. Ге «Пушкін в селі Михайлівському» (яку довгий час вважали втраченою), велику ікону Христа, авторство якої приписують Т. Г. Шевченку, пейзаж Е. Е. Волкова.
Вважають, що друзі подарували на сімейне свято Б. Г. Філонову «скіфську бабу», яка й стала «охоронницею» маєтку, якому судилося зберегти свій первозданний вигляд через століття.

### Тимчасовий притулок для шляхетних дівчат
За садибою Б. Г. Філонова знаходився великий маєток з будинком та англійським садом. Саме тут розмістився з 1818 р. по 1829 рік Харківський (Єкатерининський) інститут шляхетних дівчат.
29 квітня 1812 року Рада дворянського товариства, на чолі з Григорієм Федоровичем Квіткою, внесла пропозицію заснувати особливий інститут, у якому мали б виховуватись з початку його заснування 20 дівчат з бідних дворянських та обер-офіцерських родин, щоб дати вихованкам педагогічну освіту, належним чином забезпечити засвоєння ними декількох корисних курсів наук, за допомогою яких вони могли б після закінчення інституту «здобувати собі шляхетний прожиток в маєтках багатих поміщиків для навчання їхніх дочок».

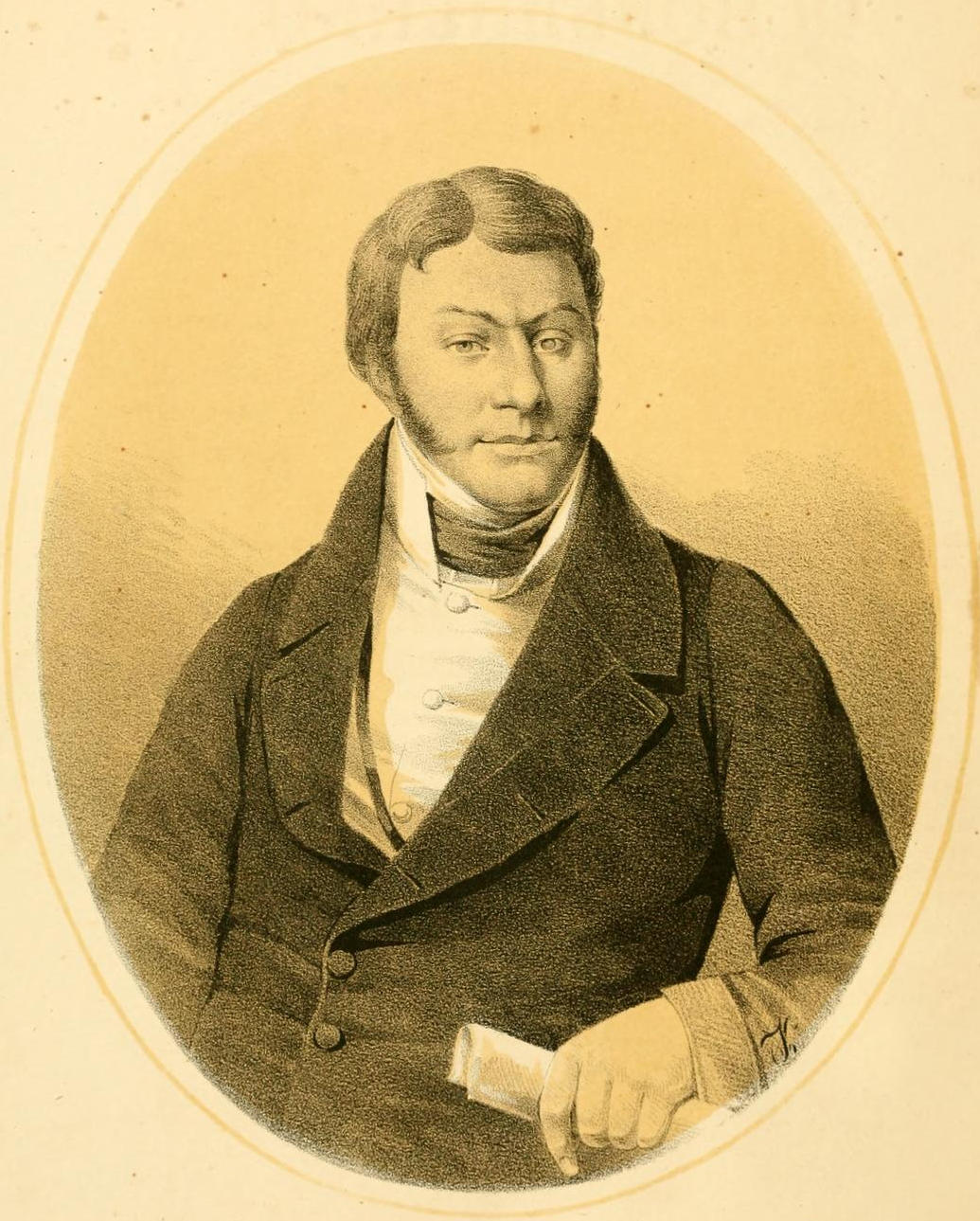
Григорій Квітка-Основ'яненко

Зберігся лист українського письменника, громадського діяча Григорія Квітки-Основ'яненка до харківського генерал-губернатора від 12 липня 1818 р., у якому Г.Квітка порушує проблему забезпечення дівочого інституту харчами, дровами, свічками. Слід відзначити, що письменник згодом майже всі свої статки витратив на інститут. П.Гулак-Артемовський писав: «Палкий ентузіазм, невтомна діяльність та безкорисливість Квітки в здійсненні цієї корисної справи (мається на увазі утворення дівочого інституту в Харкові) побороли всі перешкоди».
Спочатку інститут розміщувався в будинку на Вознесенській площі; (нині — це площа Феєрбаха), що належав священику Василію Фотієву. З 1813 р. по 1817 р. — в домі пані Зарудної, з городом та садом, «через що вихованки позбавлені будуть, шукаючи місце для гуляння, ходити по вулицям та зустрічати непристойних полу та віку їх». Коли Товариство Благодійництва придбало два доми у Дмитрієвському приході, то інститут знайшов нове помешкання, а до цього один рік знаходився в домі Г. Ф. Квітки. В 1829 році Государ-імператор повелів віддати Харківському інституту будинок на Сумській вулиці, який призначався для кадетського корпусу." — про що свідчать матеріали Харківського історичного музею імені М. Ф. Сумцова.
З 1812 по 1818 рр. інститут існував як приватний заклад. Його функціонування було можливим лише завдяки безкоштовному викладанню в ньому вчителів інших навчальних закладів міста Харкова. Але подальше існування інституту на таких умовах стало неможливим. Виникла думка звернутися за допомогою до дворянства усіх малоросійських губерній i на базі Харківського інституту створити Малоросійський дівочий інститут. Ця ідея так i не була здійснена, а проблему матеріального забезпечення закладу вирішили іншим шляхом. У 1818 р. завдяки турботам Григорія Квітки-Основ'яненка Харківський інститут було прийнято під протегування імператриці Марії Федорівни. Це суттєво покращило його становище, адже від Відомства закладів імператриці Марії щорічно стало поступати 3 тис. крб. Виявили інтерес до закладу i приватні особи. Відомий всій Російській імперії Павло Демидов пожертвував 20 тис. крб. на будівництво приміщення для інституту i щорічно надавав грошову допомогу в розмірі 1000 крб".

### На службі у військових
З 1829 р. по 1869 р. в маєтку по вул. Дмитрівська, 14 у м. Харкові розміщувались казарми гарнізону внутрішньої варти.

### Харківська Олександрівська міська лікарня
В 1869 році в місті Харкові відкривається перша міська лікарня для малозахищеного населення — Олександрівська лікарня. Спочатку станція швидкої допомоги не мала свого приміщення, вона розташувалась у флігелі та стайні Олександрівської міської лікарні, куди було проведено телефонний зв'язок.
Перша в Харкові карета «швидкої допомоги» виїхала з двору саме Олександрівської лікарні 25 квітня 1910 року.
Після революції 1917 року маєток Філонова була надана в розпорядження Олександрівської міської лікарні.

### Бюро судово-медичної експертизи
У 1922 році в садибному будинку Філонова розмістилося бюро судово-медичної експертизи.
З 1943 в будинку розміщене Харківське обласне бюро судово-медичної експертизи, яке з 1931 по 1946 рік очолював син М. С. Бокаріуса — Микола Миколайович Бокаріус, єдиного із судових медиків, якого нагороджено найвищими орденами колишнього СРСР — Леніна, Трудового Червоного Прапора, медалями.